# Live & Rare (album, Korn)
Live & Rare je speciální album americké skupiny Korn. Album obsahuje 7 nahrávek z vystoupení v CBGB v roce 2003, doplněných o raritní, živé i studiové nahrávky.

## Seznam skladeb
1. „Did My Time“ (live CBGB's)
2. „Blind“ (live at CBGB's)
3. „Falling Away From Me“ (live at CBGB's)
4. „Right Now“ (live at CBGB's)
5. „Got The Life“ (live at CBGB's)
6. „Here To Stay“ (live at CBGB's)
7. „Freak On A Leash“ (live at CBGB's)
8. „Another Brick in the Wall“ (live St. Louis)
9. „One“
10. „My Gift To You“ (live Woodstock '99)
11. „A.D.I.D.A.S.“ (live Woodstock '99)
12. „Earache My Eye “
13. „Proud“